# جورج وول
جورج وول (بالإنجليزية: George Wall)‏ (20 فبراير 1885 في المملكة المتحدة - 1962 في المملكة المتحدة) هو لاعب كرة قدم بريطاني (وحمل سابقاً جنسية المملكة المتحدة لبريطانيا العظمى وأيرلندا) في مركز جناح ‏. شارك مع منتخب إنجلترا لكرة القدم. أما مع النوادي، فقد لعب مع أولدهام أثلتيك ومانشستر يونايتد ونادي بارنسلي ونادي روتشديل وهاميلتون أكاديميكال والرابطة الحادية عشر لكرة القدم ‏.

## وصلات خارجية
- جورج وول على موقع قاعدة بيانات كرة القدم.إي يو (الإنجليزية)
- جورج وول على موقع ناشيونال فوتبول تيمز (الإنجليزية)